# The Boondock Saints II: All Saints Day
The Boondock Saints II: All Saints Day es una película estadounidense de 2009, secuela de The Boondock Saints (1999), escrita y dirigida por Troy Duffy, y protagonizada por Sean Patrick Flanery y Norman Reedus, que regresaron a sus papeles, como también otros actores de la primera película.
Duffy ha mencionado la posibilidad de continuar la saga con una tercera película, la cual podría titularse The Boondock Saints III: Saints Preserve Us.

## Sinopsis
Los hermanos MacManus están viviendo una vida tranquila en Irlanda con su padre, pero cuando descubren que su sacerdote ha sido asesinado por fuerzas de la mafia, el dúo regresa a Boston para hacer justicia a los responsables.

## Elenco
- Sean Patrick Flanery como Connor MacManus.
- Norman Reedus como Murphy MacManus.
- Clifton Collins, Jr. como Romeo.
- Billy Connolly como Noah MacManus alias Il Duce
- Julie Benz como Eunice Bloom.
- Judd Nelson como Concezio Yakavetta.
- David Ferry y Brian Mahoney como detectives Greenly, Dolly and Duffy.
- Daniel DeSanto como Ottilio Panza alias "The Assassin"
- Bob Rubin como Gorgeous George.
- David Della Rocco como David Della Rocco alias "The Funny Man"
- Paul Johansson como Kuntsler.
- Gerard Parkes como Doc.
- Peter Fonda como Louie alias "The Roman" o "The Old Man".
- Willem Dafoe como Paul Smecker.
- Robb Wells como Jimmy the Gofer.